# 马克·沃特斯
马克·斯蒂芬·沃特斯（英語：Mark Stephen Waters，1964年6月30日—）， 是一名美国电影导演和监制。他最有名的导演作品有《天國可人兒》、《辣妈辣妹》、《辣妹過招》，以及监制的《戀夏500日》。
他毕业于美国电影学会，2006年9月与派拉蒙公司签署了合约。2006年他受邀加入美国电影艺术与科学学院。
2000年他与女演员迪娜·史派貝结婚，育有一个女儿Zoe；他是编剧丹尼爾·沃特斯的弟弟。

## 作品列表

### 电影
- 《Yes之屋（英语：The House of Yes）》（1997）-導演和編劇
- 《神魂顛倒（英语：Head over Heels (2001 film)）》（2001）-導演
- 《辣妈辣妹》（2003）-導演
- 《辣妹過招》（2004）-導演
- 《對不起，仇家（英语：Sorry, Haters）》（2005）-執行製片人
- 《天國可人兒》（2005）-導演
- 《奇幻精靈事件簿》（2008）-導演
- 《戀夏500日》（2009）-監製
- 《舊愛找麻煩》（2009）-導演和執行製片人
- 《波普先生的企鵝》（2011）-導演和執行製片人
- 《吸血鬼學院》（2014）-導演
- 《聖誕壞公公2（英语：Bad Santa 2）》（2016）-導演和執行製片人
- 《魔法訓練營（英语：Magic Camp (film)）》（2020）-導演
- 《男神養成記》（2021）-導演
- 《親家遇到愛》（2024）-導演
- 《築得到的幸福（英语：La Dolce Villa）》（2025）-導演

### 電視
- 《警告標語（英语：Warning: Parental Advisory）》（2002，電視電影）-導演
- 《律政宝贝》（2012）-導演和執行製片人
- 《東區女巫》（2013）-導演和執行製片人
- 《寻找阿拉斯加》（2019）-執行製片人